# Potscharnier

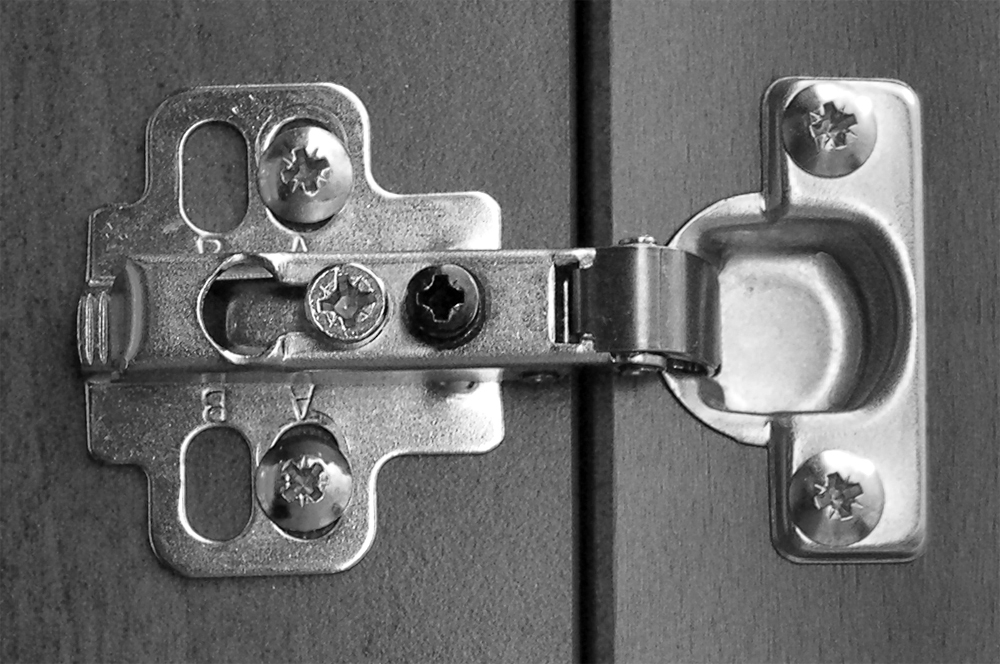
Een gemonteerd potscharnier

Een potscharnier is een scharnier dat wordt gebruikt om een deur te bevestigen aan een kastwand. Een andere veelgebruikte naam is keukenkastscharnier, omdat het vooral bij keukenkasten wordt toegepast.
Het scharnier bestaat uit twee delen: een montageplaatje dat aan de binnenzijde van de kastwand wordt gemonteerd, en het potscharnier dat verzonken in de deur wordt aangebracht. Voor het boren van de ondiepe gaten in de deur gebruikt met een speciale boor: een forstnerboor van 35 mm. Hiermee kan men zuiver ronde gaten met vlakke bodem in het hout aanbrengen.  
Afhankelijk van de positionering die de deur ten opzichte van de kastwand moet aannemen, zijn er drie soorten potscharnieren:
- voorliggend
- half voorliggend
- binnenliggend

Er zijn ook verschillende bevestigingsmethodes, waaronder schroef- en kliksystemen.
Daarnaast bestaan er verschillende draaihoeken. De meest voorkomende hoek is 110°, maar ook 90° tot 180° komt voor.
Ten slotte zijn speciale scharnieren beschikbaar voor bijvoorbeeld hoekkasten, scharnieren voor glazen deuren, scharnieren voor aluminium deuren etc.